# Clordecone
Il Kepone, noto anche come clordecone, è un composto organoclorurato e si presenta come un solido incolore. 
Questo composto è un insetticida obsoleto correlato a Mirex e DDT. 
Il suo utilizzo è stato così disastroso che ora è vietato nel mondo occidentale, ma solo dopo che sono stati prodotti molti milioni di chilogrammi.  Il Kepone è un noto inquinante organico persistente (POP) che è stato bandito a livello globale dalla Convenzione di Stoccolma sugli inquinanti organici persistenti nel 2009.

## Sintesi
Il Clordecone è prodotto per dimerizzazione a partire da Esaclorociclopentadiene e poi idrolizzato a chetone.
È noto anche per essere il principale prodotto di degradazione del Mirex.

## Storia
Negli U.S.A, il clordecone, commercializato sotto il nome di "Kepone", è stato prodotto da Allied Signal Company e da LifeSciences Product Company a Hopewell (Virginia). L'improprio uso e sversamento della sostanza e dei sottoprodotti generati durante la sintesi nel vicino James (fiume) negli anni '60 e '70 attirarono l'attenzione delle cronache nazionali per gli effetti tossici sull'uomo e l'ambiente che. Dopo che due medici, Dr. Yi-nan Chou e Dr. Robert S. Jackson del Virginia Health Department, ebbero notificato al centro per il controllo malattie che i dipendenti della compagnia erano soggetti a intossicazione chimica, LifeSciences volontariamente chiuse il suo impianto il 4 Luglio 1975, e la bonifica iniziò avendo ripercussioni anche su una sezione di 100 miglia del fiume James che venne chiuso alla pesca mentre venivano svolte le indagini atte a trovare potenziali altre intossicazioni.  Sono state individuate almeno 29 persone nell'area che sono state ospedalizzate a causa dell'esposizione al Kepone.
Questo prodotto è preparato con una reazione di tipo Diels-Alder, in un metodo comune ad altri pesticidi come il Clordano e l'Endosulfano.
Nel 2009, il clordecone è stato incluso nella Convenzione di Stoccolma sugli inquinanti organici persistenti che ne proibisce l'uso in tutto il mondo.

## Tossicologia
Il clordecone può accumularsi nel fegato e la distribuzione nel corpo umano è regolata attraverso il legame con lipoproteine (come LDL e HDL) del biocida o dei suoi metaboliti. L'LC50 (LC = concentrazione letale) è di 35 µg/L per Etroplus maculatus, 22–95 μg/kg per Lepomis macrochirus per la trota. Inoltre, il clordecone si bioaccumula negli animali di un fattore fino a un milione di volte.
I lavoratori sottoposti a esposizione ripetuta subiscono convulsioni che derivano dalla degradazione delle giunzioni sinaptiche.